# Salmān al-Murschid
Salmān al-Murschid (arabisch سلمان المرشد, DMG Salmān al-Muršid, auch Sulaimān Murschid, geb. 1907 in Dschaubat al-Burghāl im Alawitengebirge; gest. 16. Dezember 1946 in Damaskus) war ein religiöser und politischer Führer bei den syrischen Alawiten während der französischen Mandatszeit.

## Leben
Sulaimān Murschid wuchs in seinem Dorf in dem oberen, entlegeneren Teil des syrischen Küstengebirges in ärmlichen Verhältnissen auf und war zunächst als Hirte tätig. Seine religiöse Karriere begann im September 1923, als er krank wurde, ekstatische Anfälle bekam und fortan in seiner Umgebung als Gesandter des Chidr angesehen wurde. Es entstand um ihn herum eine religiöse Erweckungsbewegung, die weite Teile der alawitischen Gemeinschaft erfasste. Murschid wurde von seinen Anhängern nach einer gewissen Zeit als Prophet, später sogar als Rabb, also „Herr“ mit göttlichen Qualitäten, verehrt.
Da sich Dörfer, die Murschids Bewegung angehörten, weigerten, Steuern zu zahlen und er außerdem für Massaker in dem Dorf al-ʿĀliyāt verantwortlich gemacht wurde, unternahmen die französischen Mandatsbehörden zunächst verschiedene Versuche, die Bewegung zu zerschlagen. Im Jahre 1929 kam es jedoch zu einer Annäherung zwischen beiden Seiten, und es begann eine Phase politischer Zusammenarbeit. Murschid selbst zog im November 1937 nach Wahlen als Abgeordneter in das syrische Parlament ein.
In der gleichen Zeit schloss Murschid seine Anhänger, die vor allem aus den alawitischen Stämmen der ʿAmāmira, Mahāliba und Darāwisa kamen, zu einem neuen Stamm zusammen, der nach dem Vorbild des altarabischen Stammes der Ghassaniden als Banū Ghassān bzw. Ghasāsina genannt wurde, und erklärte sich selbst zu dessen Oberhaupt (raʾīs).
Nachdem im Juli 1939 die französische Mandatsregierung das Alawitengebiet neuerlich aus dem syrischen Staat herausgelöst hatte, intensivierte Murschid seine Zusammenarbeit mit den Franzosen und konnte dadurch seine Machtposition in der Region stark ausbauen und stieg zum wichtigsten Großgrundbesitzer der Region auf.
Nach der Wiedereingliederung des Alawitengebietes in den syrischen Staat (1942) kam es immer wieder zu bewaffneten Zusammenstößen zwischen Murschids Anhängern und der syrischen Gendarmerie unter Hrant Maloyan. Im Dezember 1946, nach dem Abzug der französischen Truppen aus Syrien, wurde Murschid wegen Hochverrats zum Tode verurteilt und in Damaskus auf dem Merdsche-Platz gehenkt.

## Rezeption
Während und nach dem Prozess, der zu Murschids Hinrichtung führte, wurde er in der syrischen und libanesischen Presse immer wieder als „Rabb der Alawiten“ (rabb al-ʿAlawīyīn) betitelt. Gegen die Verwendung dieser Bezeichnung protestierte der alawitische Scheich ʿAbd ar-Rahmān al-Chaiyir 1947 zusammen mit über 150 führenden alawitischen Persönlichkeiten in zwei Telegrammen an die syrische und libanesische Journalisten-Gewerkschaften sowie die syrische Regierung, mit dem Argument, dass diese Bezeichnung provozierend und volksverhetzend sei.
Noch im Jahre 1947 wurden zwei arabische Bücher über Salmān al-Murschid veröffentlicht. Das eine war das Buch Muddaʿī al-ulūhiya fī l-qarn al-ʿišrīn au Sulaimān Muršid Rabb al-Ǧauba („Prätendent der Göttlichkeit im zwanzigsten Jahrhundert oder Sulaimān Murschid, der Herr von al-Dschauba“) des christlichen Beamten Dschurdsch Butrus Dakar, das andere mit dem Titel Al-maǧlis al-ʿadlī au al-ḥukm ʿalā ar-rabb al-Muršid („Der Gerichtshof und das Urteil gegen den Rabb al-Murschid“) war ein Bericht über den Prozess gegen ihn aus der Feder des ismailitischen Journalisten Ahmad ʿĪsā al-Fīl. Beide Autoren standen al-Murschids Bewegung stark ablehnend gegenüber und haben versucht, ihn in möglichst negativen Farben zu zeichnen.
In den 1950er Jahren haben zwei Söhne Salmān al-Murschids, Mudschīb und Sādschī, die von ihrem Vater begründete religiöse Bewegung unter dem Namen Murschidīya neu belebt. Als religiöse Untergruppierung der Alawiten mit 100.000 bis 200.000 Anhängern besteht diese Gemeinschaft bis heute fort. Ein dritter Sohn, Nūr-al-Muḍī Muršid, veröffentlichte 2007 das Buch Lamaḥāt ḥaul al-Muršidīya („Streiflichter über die Murschidīya“), das die Geschichte der Gemeinschaft aus einer Binnenperspektive erzählt und dabei auch die Ereignisse und Entwicklungen zu Lebzeiten seines Vaters behandelt.

## Belege
1. ↑  ʿAbd ar-Raḥmān al-Ḫaiyir: ʿAqīdatunā wa-wāqiʿunā naḥnu l-muslimīna l-ǧaʿfarīyīn alʿAlawīyīn. 3. Aufl. Damaskus 1992. S. 51–54. Digitalisat
2. ↑  Seuruk: Die Muršidiyya: Entstehung und innere Entwicklung einer religiösen Sondergemeinschaft in Syrien von den 1920er Jahren bis heute. 2013, S. 11f.
3. ↑  Seuruk: Die Muršidiyya: Entstehung und innere Entwicklung einer religiösen Sondergemeinschaft in Syrien von den 1920er Jahren bis heute. 2013, S. 11f.

| Personendaten    | Personendaten                               |
| ---------------- | ------------------------------------------- |
| NAME             | Murschid, Salmān al-                        |
| ALTERNATIVNAMEN  | Murschid, Sulaimān                          |
| KURZBESCHREIBUNG | syrischer religiöser und politischer Führer |
| GEBURTSDATUM     | 1907                                        |
| GEBURTSORT       | Dschaubat al-Burghāl, Alawitengebirge       |
| STERBEDATUM      | 16. Dezember 1946                           |
| STERBEORT        | Damaskus                                    |